# Albrecht Buschke
Albrecht Buschke (geboren 3. Oktober 1904 in Berlin; gestorben 24. Januar 1986 in New York) war ein deutsch-amerikanischer Schachenthusiast und Antiquar.

## Leben
Albrecht Buschke war ein Sohn des Dermatologen Abraham Buschke und der Erna Fränkel, er hatte zwei Brüder, die wie der Vater Arzt wurden. Buschke besuchte das Mommsen-Gymnasium in Berlin und studierte von 1922 bis 1927 Jura an der Universität Berlin. Er wurde 1930 an der Universität Halle bei Max Fleischmann mit einer Dissertation über die Grundrechte in der Weimarer Reichsverfassung promoviert. Buschke erhielt eine Zulassung als Rechtsanwalt am Kammergericht und arbeitete als juristischer Geschäftsführungsassistent bei den Berliner Gaswerken.
Nach der Machtübergabe an die Nationalsozialisten 1933 wurde er aus rassistischen Gründen entlassen und verlor auch die Anwaltszulassung. Von 1935 bis 1938 arbeitete er als Rechtsexperte für die Palästina-Treuhandstelle in Berlin. Buschke heiratete 1933 die Gerichtsassessorin Ruth Kaiser, sie hatten eine Tochter. Die Familie emigrierte im April 1938 in die USA. Seine Brüder konnten ebenfalls fliehen, seine Eltern wurden Opfer des Holocaust.
Buschke hatte 1937 auf einer Reise in die USA festgestellt, dass er dort als Jurist keine Arbeit finden würde, und beschloss, sein Glück als Antiquar für Schachliteratur zu versuchen. Er war bereits als Jugendlicher Schachenthusiast geworden und hatte eine Schachbibliothek mit 3000 Bänden und 1500 Autographen gesammelt, die er bei seiner Ausreise mitnehmen konnte. Er sprach zudem Russisch und konnte somit das im Westen gestiegene Interesse an dem Schachgeschehen in der Sowjetunion bedienen und entsprechende Aufsätze veröffentlichen. Er wohnte zunächst in West New Brighton in Staten Island und zog in den späten 1940er Jahren mit seinem Buchladen für Schachliteratur nach Manhattan. Er belieferte zudem weltweit Universitätsbibliotheken mit wissenschaftlicher russischer Literatur.
Buschke veröffentlichte mehrere Artikel zum Thema Schachliteratur. An die Cleveland Public Library verkaufte er eine Handschrift des Ludus scacchorum von Jacobus de Cessolis.

## Schriften (Auswahl)

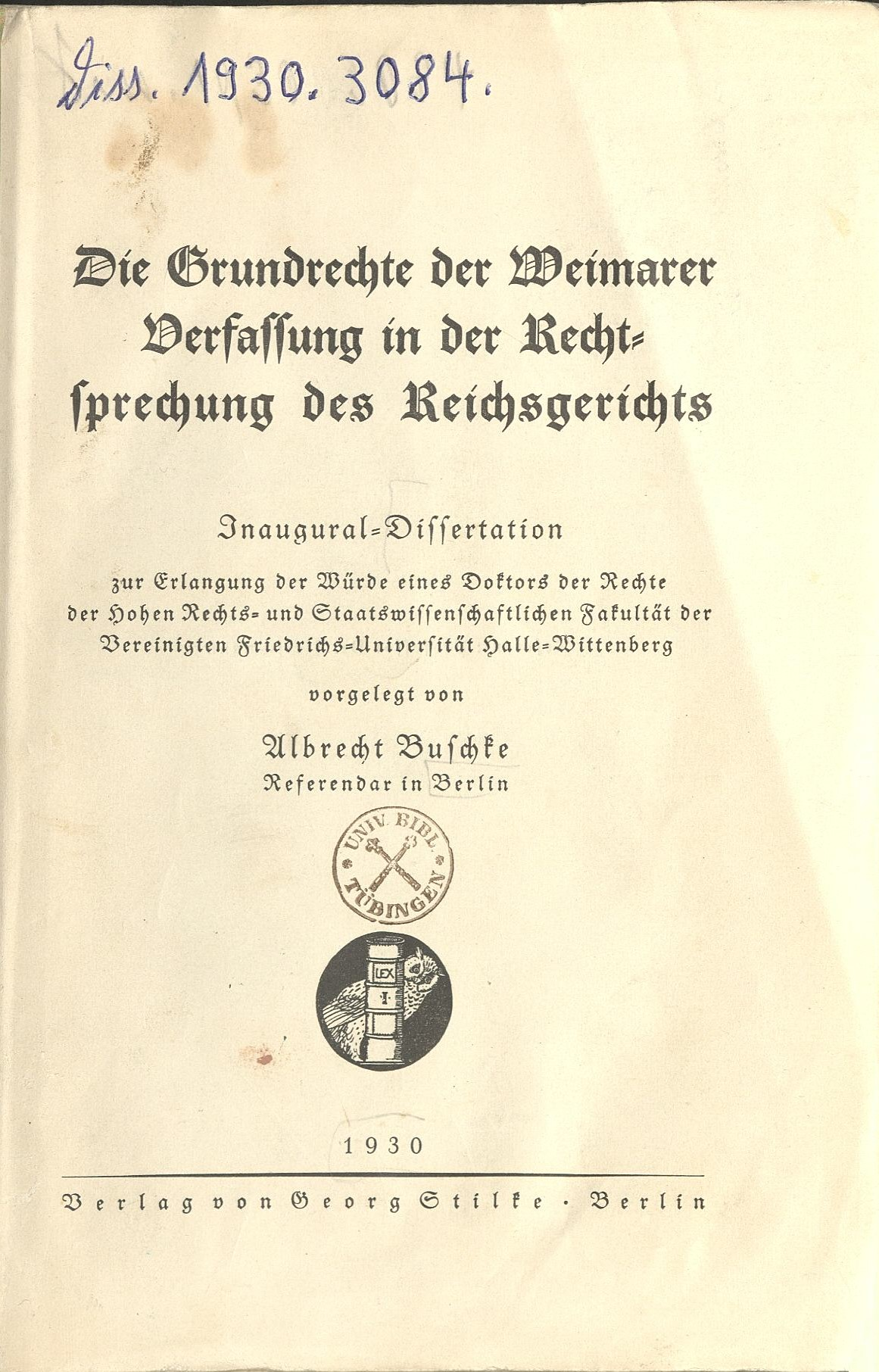
Dissertation (1930)

- Die Grundrechte der Weimarer Verfassung in der Rechtsprechung des Reichsgerichts. Dissertation Universität Halle-Wittenberg 1930.
- Schach im Antiquariatsbuchhandel. Bericht über die derzeitige Marktlage. In: Deutsche Schachzeitung 85, 1930, Nr. 11, S. 321–325.
- Die deutsche Devisenbewirtschaftung nach dem Stande von Anfang November 1933. Vorwort Hans Hartenstein. Heymann, Berlin 1934.
- Chess News from Russia. 1–2, New York 1945–1947.